# Denicé
Denicé é uma comuna francesa na região administrativa de Auvérnia-Ródano-Alpes, no departamento de Ródano. Estende-se por uma área de 9,53 km². Em 2010 a comuna tinha 1 570 habitantes (densidade: 164,7 hab./km²).